# Casa de Pere Aldavert
La Casa de Pere Aldavert és un edifici del municipi de Matadepera (Vallès Occidental) inclosa en l'Inventari del Patrimoni Arquitectònic de Catalunya.

## Descripció
La composició de la façana segueix una distribució simètrica. La part inferior és més austera, la càrrega decorativa s'ha concentrat en el primer pis i la teulada. L'eix de simetria el marca la porta i el balcó. Les obertures inferiors presenten una llinda de pedra amb unes petites mènsules que representen elements de suport de les finestres i de la cornisa. Els dos pisos tradueixen la seva separació en la façana mitjançant rajols de ceràmica de dos colors col·locats de forma romboïdal. El pis superior i la teulada concentren la decoració més exuberant amb motius florals que decoren els balcons, les llindes, etc. La teulada està coronada en els vèrtexs per pinacles d'inspiració gòtica. El frontis presenta una barreja d'estils de factura classicista i gòtica. La teulada és de dues vessants amb el carener paral·lel a la línia de façana el coronament és amb merlets.

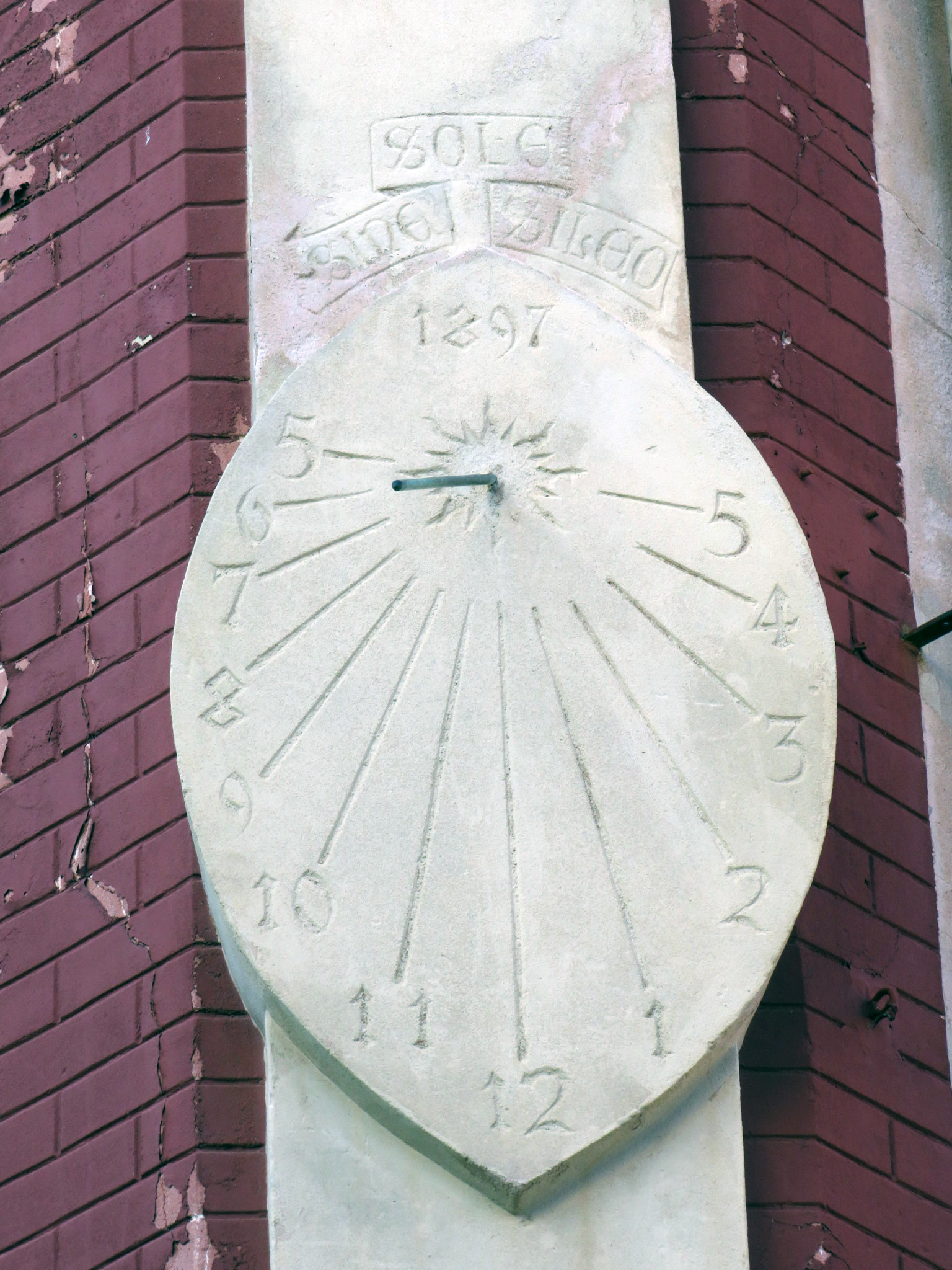
Rellotge de sol

## Història
Una placa a la façana commemora que aquesta casa fou la residència d'estiueig d'Àngel Guimerà. Va ser durant aquesta estada a Matadepera on l'escriptor va escriure Maria Rosa.
En la llinda de la porta d'accés una inscripció diu "Fou feta l'any 1890" i a l'ample dret de la casa hi ha un rellotge de sol fet de pedra, de l'any 1897.